# Gouvernement de la république du Tchad
Le gouvernement de la république du Tchad est constitué par le président de la république du Tchad.